# Monument en mémoire des gays, lesbiennes et personnes trans persécutées
Le monument en mémoire des gays, lesbiennes et personnes trans persécutées (en catalan, monument en memòria dels gais, lesbianes i présentes transsexuals represaliades) est un monument inauguré le 21 mars 2011 dans le Parc de la Ciutadella par la Mairie de Barcelone.

## Création
La création du monument est le travail de l'Institut Municipal des Parcs et Jardins de la mairie. Il représente un triangle inversé réalisé en pierre de Montjuïc.  
Il porte une inscription en catalan : 
En memòria dels gais, les lesbianes i les persones transsexuals que han patit persecució i repressió al llarg de la història. Barcelona 2011.
La création du monument, comme d'autres réalisés en Europe, évoque le triangle rose qui marque les prisonniers homosexuels dans les camps d'extermination nazis.